# Rivas (miasto w Nikaragui)
Rivas – miasto w południowej Nikaragui, położone niedaleko zachodniego wybrzeża jeziora Nikaragua. Ośrodek administracyjny departamentu Rivas.
Miasto położone jest przy Drodze Panamerykańskiej.

## Miasta partnerskie
- Offenbach am Main, Niemcy